# 로물루스
로물루스(라틴어: Romulus: 기원전 772년?-기원전 716년?)는 로마의 건국자이자 초대 왕이라고 전해지는 전설적 인물이다.
알바 롱가의 왕 누미토르의 딸 레아 실비아의 아들들인 로물루스와 레무스 형제 중 형으로서, 팔라티노 언덕에 세력을 구축했다. 아벤티노 언덕에 자리를 잡은 레무스와 경쟁한 끝에 기원전 753년 4월 21일 레무스를 죽이고 다른 5개 언덕의 동맹체로서 로마를 건국한다. 로물루스는 조세와 징병을 위해 시민들을 세 개의 부족들로 나누고, 상비군 친위대인 켈레레스를 창설하고, 여성 인구 부족 해결을 위해 사비니 여인들을 약탈하는 등 로마라는 국가의 기틀을 세웠다. 재위 37년째 되던 해 로물루스는 실종되었다. 왕권강화에 의해 이권이 침해받던 귀족들에게 암살당했다는 소문도 있었지만 공식적으로는 퀴리누스라는 신이 되어 승천했다고 발표되었고 퀴리누스를 숭배하는 종교도 생겼다.
이런 이야기들이 어디까지 역사적 사실이고 어디까지 신화에 불과한지, 로물루스라는 인물 자체가 실존인물이기는 한지 여부는 모두 불확실하다. 하지만 전통적으로 로마의 법제, 정치, 종교, 사회적 제도 일체는 로물루스 시대에 확립되었다고 말해져 왔다.

## 같이 보기
- 헤르실리아